# Durian Rampak (Susoh)
Durian Rampak is een bestuurslaag in het regentschap Aceh Barat Daya van de provincie Atjeh, Indonesië. Durian Rampak telt 933 inwoners (volkstelling 2010).